# Kim Jong-pil (cầu thủ bóng đá, sinh 1992)
Đây là một tên người Triều Tiên, họ là Kim.
Kim Jong-pil (金鐘必 | sinh ngày 9 tháng 3 năm 1992) là một cầu thủ bóng đá người Hàn Quốc thi đấu cho Tokushima Vortis.

## Thống kê câu lạc bộ
Cập nhật đến ngày 23 tháng 2 năm 2017.
| Thành tích câu lạc bộ | Thành tích câu lạc bộ | Thành tích câu lạc bộ | Giải vô địch | Giải vô địch | Cúp                   | Cúp                   | Cúp Liên đoàn | Cúp Liên đoàn | Tổng cộng | Tổng cộng |
| Mùa giải              | Câu lạc bộ            | Giải vô địch          | Số trận      | Bàn thắng    | Số trận               | Bàn thắng             | Số trận       | Bàn thắng     | Số trận   | Bàn thắng |
| Nhật Bản              | Nhật Bản              | Nhật Bản              | Giải vô địch | Giải vô địch | Cúp Hoàng đế Nhật Bản | Cúp Hoàng đế Nhật Bản | J. League Cup | J. League Cup | Tổng cộng | Tổng cộng |
| --------------------- | --------------------- | --------------------- | ------------ | ------------ | --------------------- | --------------------- | ------------- | ------------- | --------- | --------- |
| 2011                  | Giravanz Kitakyushu   | J2 League             | 18           | 0            | 2                     | 0                     | –             | –             | 20        | 0         |
| 2012                  | Giravanz Kitakyushu   | J2 League             | 18           | 1            | 1                     | 0                     | –             | –             | 19        | 1         |
| 2013                  | Tokyo Verdy           | J2 League             | 22           | 2            | 0                     | 0                     | –             | –             | 22        | 2         |
| 2014                  | Tokyo Verdy           | J2 League             | 39           | 0            | 1                     | 0                     | –             | –             | 40        | 0         |
| 2015                  | Shonan Bellmare       | J1 League             | 9            | 0            | 1                     | 0                     | 3             | 0             | 13        | 0         |
| 2016                  | Chonburi              | TL1                   | 25           | 2            | 0                     | 0                     | –             | –             | 25        | 2         |
| Tổng                  | Tổng                  | Tổng                  | 131          | 5            | 5                     | 0                     | 3             | 0             | 139       | 5         |